# بريكة (سوريا)
بريكة قرية سورية من قرى السويداءجبل العرب محافظة السويداء,  وترتفع عن سطح البحر حوالي 895متراً. تبعد عن السويداء حوالي 15 كم وعن شهبا 8 كم، على الطرف الجنوبي الشرقي من اللجاة وتحيط بها التشكيلات الصخرية من جميع الجهات ، وتسمى الوعر وتقوم بيوتها وسط منخفض من الأرض على أرض لحقية جرفتها مياه الاودية التي تمر باراضيها وتمتد الأرض الزراعية خارج الحلقة الضخرية المحيطة بالقرية وهي ذات تربة خصبة وتتصل القرية بالأرض الخارجية عبر فتحة ضيقة بين الصخور يمر فيها وادي أبوجريا وتسمى السكرة وتتمتع القرية بطبيعة مميزة .
سميت سابقآ بوريكات سكنت منذ القدم فيها اثار تعود للعصور القديمة، منها أثار رومانية ونبطية ويونانية وأرامية، إلى الجنوبي منها بحوالي 1كم يقع تل دبة بريكة الأثري وهو موقه تاريخي هام، حاليا يقدر عدد سكانها بحوالي 2000 نسمة ويمارسون مهن مختلفة أهمها الزراعة وتنتشر زراعة الاشجار المثمرة وخاصة  الزيتون وزراعات موسمية الحبوب مثل القمح والشعير وغيره ، مناخها معتدل صيفا إلى معتدل بارد بالشتاء  .

## تل الدبة الأثري
يقع تل الدبة الأثري  جنوبي بريكة ب 1 كم من التلال الأثرية في جنوب سوريا، وهو عبارة عن تلة كبيرة كانت محاطة بسور ضخم وجد فيها لقى اثرية تعود لعهود مختلفة أرامية  ويونانية ورومانية  ونبطية ويعتقد ان اسمها كان سابقا { دوبو  } فتحول الاسم إلى الدبة، وقد كانت  تسيطر على طرق التجارة في تلك المنطقة حيث يحيط فيها أراضي خصبة تمتد من قرية سليم جنوبا إلى بريكة شمالا ومن قرية مردك شرقا إلى كفر اللحف وريمة اللحف غرب ويوجد إلى الجانب الشرقي الشمالي منها نبع ماء وقد كان له شهرته في الماضي القريب ، ارتبطت بصلات تجارية مع دمشق ومع الفراعنة مصر حيث وجد فيها مجموعة اثار«اختام» منها اختام مصرية، وتل الدبة أو دبة بريكة وهي من التلال الأثرية الهامة في جنوبي سورية  .
‌